# TLC: Tables, Ladders & Chairs (2018)
TLC: Tables, Ladders & Chairs (2018) foi um evento de luta livre profissional produzido pela WWE e transmitido em formato pay-per-view pelo WWE Network, que ocorreu em 16 de dezembro de 2018 no SAP Center, em San José, Califórnia e que contou com a participação dos lutadores do Raw e do SmackDown. Foi o décimo evento da cronologia do TLC: Tables, Ladders & Chairs e o primeiro desde o TLC: Tables, Ladders & Chairs de 2010 a contar com os dois programas.

## Antes do evento
TLC: Tables, Ladders & Chairs teve combates de luta profissional de diferentes lutadores com rivalidades e histórias pré-determinadas que se desenvolveram no Raw, SmackDown e 205 Live. As histórias foram produzidas nos programas de televisão semanais da WWE, Raw, SmackDown Live e 205 Live, o último dos quais é exclusivo para a divisão peso-médio.
Em 4 de setembro de 2018, a final do segundo Mixed Match Challenge foi marcada para o TLC. Em 12 de novembro, a equipe vencedora foi reservada como número 30 para as lutas masculina e feminina do Royal Rumble no evento de mesmo nome. Em 11 de dezembro, os dois últimos times estavam determinados, sendo eles Jinder Mahal e Alicia Fox e R-Truth e Carmella.
Em 22 de outubro no episódio do Raw, depois de Seth Rollins e Dean Ambrose terem conquistado o Campeonato de Duplas do Raw de Dolph Ziggler e Drew McIntyre, Ambrose atacou Rollins repentinamente, se tornando um vilão. Duas semanas depois, no Raw, Ambrose atacou Rollins novamente, depois que este perdeu o título de duplas em uma luta 2-contra-1 contra AOP (Akam e Rezar). Na semana seguinte, Ambrose colocou em chamas sua característica vestimenta do Shield, depois de explicar seu ataque a Rollins, afirmando que ele era um "fardo" para ambos os seus ex-companheiros de equipe de Shield e eles o fizeram fraco. Rollins foi então programado para defender o Campeonato Intercontinental contra Ambrose no TLC.
No Raw anterior ao Survivor Series, Braun Strowman exigiu outro combate pelo Campeonato Universal contra Brock Lesnar, bem como uma luta contra o gerente geral interino do Raw, Baron Corbin, que custou a Strowman o título Universal no Crown Jewel e conseguir escolher a estipulação para ambos. A comissária do Raw, Stephanie McMahon concordou sob a condição de que Strowman liderasse o Raw á uma vitória sobre o SmackDown no Survivor Series, e que ele não tocasse em Corbin até depois do evento. Stephanie também disse que se o Raw fosse bem-sucedido nos combates interpromocionais do Survivor Series, ela consideraria fazer de Corbin o gerente geral permanente do Raw. Com exceção do pré-show, o Raw venceu todas as lutas interpromocionais, com Strowman entre os sobreviventes em seu combate. Na noite seguinte, no Raw, Strowman recebeu uma luta com Corbin no TLC e escolheu uma luta Tables, Ladders, and Chairs. Stephanie acrescentou a estipulação de que, se Strowman vencesse, ele receberia seu combate pelo Campeonato Universal no Royal Rumble e Corbin seria removido do poder autoritário, mas se Corbin ganhasse, Corbin se tornaria o gerente geral permanente do Raw. Na mesma noite, Bobby Lashley e Drew McIntyre esmagaram o cotovelo de Strowman (na história) com degraus de aço. Strowman precisou de cirurgia, deixando seu combate no limbo. Na semana seguinte, Corbin disse que não cancelaria a partida e aceitaria a vitória por forfeit.
No Evolution, Nia Jax venceu uma battle royal de 20 lutadoras para ganhar uma oportunidade pelo Campeonato Feminino do Raw. No Survivor Series, ela foi a única sobrevivente do combate feminino de eliminação. Na noite seguinte no Raw, a luta de Jax contra a campeã feminina do Raw, Ronda Rousey, pelo título, foi confirmada para o TLC.
No episódio de 13 de novembro do SmackDown, Daniel Bryan derrotou AJ Styles para vencer o Campeonato da WWE depois de acertar Styles com um golpe baixo enquanto o árbitro estava caído e continuou a atacar Styles após o combate, virando assim um vilão. No SmackDown seguinte, Bryan explicou suas ações, afirmando que ele estava seguindo seus sonhos e que os fãs não estavam com ele durante sua recuperação para retornar ao ringue, e batizou-se o "novo Daniel Bryan". Uma revanche entre Styles e Bryan pelo título foi marcada para o TLC.
No Survivor Series, a campeã feminina do SmackDown, Becky Lynch, foi originalmente escalada para enfrentar a campeã feminina do Raw, Ronda Rousey, mas devido a um nariz quebrado e uma concussão sofrida dias antes do evento, Lynch foi substituída por Charlotte Flair, que foi desqualificada por atacar brutalmente Rousey. No SmackDown seguinte, Flair explicou que ela atacou Rousey por Lynch, mas uma semana depois, após o retorno de Lynch, ela disse que realmente fez tudo por si mesma. Quando uma luta Tables, Ladders, and Chairs foi marcada entre Flair e Lynch para o TLC, as oito mulheres restantes do plantel do SmackDown se excetuavam, exigindo sua chance pelo título. Uma battle royal de oito mulheres que se seguiu foi vencida por Asuka, que foi posteriormente adicionada à luta no TLC, tornando-se uma luta triple threat TLC.
No Survivor Series, Drew McIntyre e Finn Bálor entraram em conflito quando fizeram o tag na luta de eliminação masculina, resultando em um confronto entre os dois. Bálor também se fez um inimigo do gerente geral inteiro do Raw, Baron Corbin, que programou Bálor para enfrentar McIntyre no TLC.
No episódio do SmackDown 1000 em 16 de outubro, The Bar (Cesaro e Sheamus) derrotou The New Day (representado por Big E e Xavier Woods) para conquistar o Campeonato de Duplas do SmackDown, com a ajuda de seu novo aliado Big Show. No episódio de 6 de novembro do SmackDown, The Usos (Jey Uso e Jimmy Uso) derrotou The New Day (representado por Big E e Kofi Kingston) para se tornarem capitães do Time SmackDown no Survivor Series. No episódio de 27 de novembro do SmackDown, The Usos derrotou The Bar. Em 30 de novembro, uma luta triple threat de duplas entre as três equipes foi marcada para o TLC.
No episódio de 3 de dezembro do Raw, The Riott Squad (Ruby Riott, Liv Morgan e Sarah Logan) apareceu e distraiu Ronda Rousey e Natalya, fazendo com que Nia Jax e Tamina atacassem Rousey e Natalya. The Riott Squad então montou uma mesa e aplicou um powerbomb em Natalya do ringue para o meio da mesa. Em 6 de dezembro, uma luta de mesas entre Natalya e Riott foi marcada para o TLC.
Após o retorno de Rey Mysterio em tempo integral para a WWE, Randy Orton começou a atacá-lo após os combates. Uma luta de cadeiras entre os dois foi agendada para o TLC.
Durante várias semanas, Elias e Bobby Lashley interromperam as promos uns dos outros, muitas vezes terminando em uma briga entre os dois, envolvendo também o manager de Lashley, Lio Rush. Em 30 de novembro, uma luta entre Elias e Lashley foi marcada para o pré-show do TLC. No Raw de 10 de dezembro, foi revelado que o combate seria uma luta de escadas com uma guitarra suspensa acima do ringue.
No Super Show-Down, Buddy Murphy derrotou Cedric Alexander para conquistar o [[WWE Cruiserweight Championship|Campeonato dos Pesos-Médios da WWE. Murphy então reteve com sucesso o título contra Mustafa Ali no Survivor Series. Em 10 de dezembro, o gerente geral do 205 Live, Drake Maverick, programou a revanche contratual de Alexander para o pré-show do TLC.

## Resultados
| Nº                                          | Resultados | Estipulações | Tempo |
| ------------------------------------------- | --- | --- | ----- |
| Pré- show                                   | Buddy Murphy (c) derrotou Cedric Alexander                                                                                      | Luta individual pelo Campeonato dos Pesos-Médios da WWE | 10:35 |
| Pré- show                                   | Elias derrotou Bobby Lashley | Luta de escadas Uma guitarra foi suspensa acima do ringue e o primeiro que a pegasse seria declarado o vencedor. | 6:20  |
| 1                                           | Fabulous Truth (R-Truth e Carmella) derrotou Mahalicia (Jinder Mahal e Alicia Fox) por submissão                                | Final do Mixed Match Challenge A equipe vencedora seria a última participante de sua respectiva luta Royal Rumble no Royal Rumble de 2019. | 5:50  |
| 2                                           | The Bar (Cesaro e Sheamus) (c) derrotou The New Day (Kofi Kingston e Xavier Woods) (com Big E) e The Usos (Jey Uso e Jimmy Uso) | Luta triple threat de duplas pelo Campeonato de Duplas do SmackDown | 12:15 |
| 3                                           | Braun Strowman derrotou Baron Corbin                                                                                            | Luta Tables, Ladders, and Chairs Se Strowman vencesse, Corbin seria destituído de todo o poder autoritário e Strowman receberia um combate pelo Campeonato Universal da WWE no Royal Rumble. Se Corbin vencesse, ele se tornaria o gerente geral em tempo integral do Raw. | 16:00 |
| 4                                           | Natalya derrotou Ruby Riott (com Liv Morgan e Sarah Logan)                                                                      | Luta de mesas | 12:40 |
| 5                                           | Finn Bálor derrotou Drew McIntyre                                                                                               | Luta individual | 12:20 |
| 6                                           | Rey Mysterio derrotou Randy Orton                                                                                               | Luta de cadeiras | 11:30 |
| 7                                           | Ronda Rousey (c) derrotou Nia Jax (com Tamina) por submissão                                                                    | Luta individual Campeonato Feminino do Raw | 10:50 |
| 8                                           | Daniel Bryan (c) derrotou AJ Styles                                                                                             | Luta individual pelo Campeonato da WWE | 23:55 |
| 9                                           | Dean Ambrose derrotou Seth Rollins (c)                                                                                          | Luta individual pelo Campeonato Intercontinental da WWE | 23:00 |
| 10                                          | Asuka derrotou Becky Lynch (c) e Charlotte Flair                                                                                | Luta triple threat Tables, Ladders, and Chairs pelo Campeonato Feminino do SmackDown | 21:45 |
| (c) – Refere-se aos campeões antes da luta. | | |       |